# Parti des travailleurs socialistes
Le Parti des travailleurs socialistes (PTS), aussi appelé parfois Parti des travailleurs pour le socialisme, est un parti politique d'Argentine d'orientation trotskyste, formé en 1988 par une scission du Mouvement pour le socialisme (MAS). Placé à la gauche du spectre politique et membre du Front de gauche et des travailleurs (FIT), il a comme perspective un gouvernement des travailleurs en rupture avec le capitalisme, en mettant sur pied une force matérielle hégémonique à partir des principaux combats et processus d'organisation de la classe ouvrière — ainsi que du mouvement étudiant et des femmes — en cherchant à développer des fractions révolutionnaires internes,.
Le FIT a permis au PTS d'entrer au Congrès de la nation argentine lors des élections législatives de 2013. Comme composante du Front, il a obtenu des représentants dans la législature de Buenos Aires, ainsi que dans les législatures provinciales de Buenos Aires, Córdoba, Jujuy, Mendoza et Neuquén et dans les conseils délibérants de Godoy Cruz, Las Heras, Maipú et Mendoza et de Jujuy, de Libertador General San Martín, Palpalá et San Salvador de Jujuy,,,. Ses principales figures publiques au niveau national sont Nicolás del Caño (es), Myriam Bregman, Christian Castillo (es), Andrea D'Atri, Alejandro Vilca (es) et Nathalia González Seligra (es), entre autres.
Il est présent dans quinze provinces ainsi qu'à Buenos Aires. Des membres du PTS occupent des postes pour la minorité dans les syndicats du métro de Buenos Aires (AGTSyP), des ouvriers de la céramique de la province de Neuquén (SOECN), du Syndicat d'ouvriers savonniers de l'Ouest (SOJO), ainsi que des secrétariats dans le Syndicat Ulunique de travailleurs du pneumatique argentin (SUTNA), dans le Syndicat unique de travailleurs de l'Éducation (SUTE, Mendoza) et dans diverses sections du SUTEBA, entre autres,,. Sa branche jeune dirige des centres étudiants dans des collèges, des lycées et l'UNLP, à Général Sarmiento (UNGS), Quilmes (UNQ) et Comahue (UNCo),,. Le PTS édite le quotidien digital La Izquierda Diario, qui fait partie des cent sites les plus visités du pays.

## Histoire

### Origines et idéologie
Il est issu en 1988 de la Tendance Bolchévique Internationaliste, un courant du Mouvement pour le Socialisme, qui s'est formé au cours des débats précédant le IIIème Congrès du MAS. Dans ses premiers écrits, le PTS déclare que le MAS a une définition révisionniste de l'internationalisme et qu'il est devenu national-trotskyste. Le PTS contesté la position du MAS selon laquelle l'Argentine est "le centre de la révolution mondiale". Le PTS revendiqué l'héritage politique de Nahuel Moreno, et déclaré que la direction du MAS a "dégénéré" après la mort de celui-ci. Le PTS publie ensuite divers bilans critiques sur la trajectoire de Moreno, et rompt tout lien avec le courant moreniste.

Actuellement, le PTS se définit comme :
« Une organisation marxiste révolutionnaire dont les bases théoriques, programmatiques et principielles se trouvent dans l'héritage de plus de 150 ans de lutte du mouvement ouvrier et socialiste, le Manifeste communiste , les critiques du programme de Gotha et d'Erfurt, les leçons de la Commune de Paris, les enseignements des  Révolutions russes de 1905  et 1917, des Première et Deuxième Internationales, des quatre premiers congrès de l'Internationale Communiste, de la lutte de l'Opposition de Gauche contre le Thermidor stalinien et la bureaucratisation, de la théorie-programme de la Révolution permanente, du programme de transition et des drapeaux de la Quatrième Internationale fondée par Léon Trotsky. »

### Mouvement Ouvrier
Le Parti des Travailleurs pour le Socialisme agit dans divers syndicats. Il dirige le syndicat des métros de Buenos Aires (AGTSyP),  fait partie de la coalition Multicolor qui dirige 9 sections du syndicat enseignant de la Province de Buenos Aires (SUTEBA), a aussi été part de l'opposition dans la Fédération Graphique Buenos-Airienne et fait partie de la direction de divers syndicats de ce corps de métier,,. Le groupement Violet (PTS et indépendants) est le principal courant d'opposition dans le syndicat des téléphones (FOETRA),  et dans le syndicat de l'alimentation (STIA),. Il a également une présence dans les commissions internes et les corps de délégués de certaines entreprises industrielles (savonniers, eaux gazeuses, traitement des métaux, métallurgistes, etc.), de services (ferroviaires, aéronautiques, etc.), de fonctionnaires, de la santé, etc.
Le PTS prend part à plusieurs conflits sociaux d'ampleur nationale, comme la mise sous contrôle ouvrier de l'usine FaSinPat (ex-Céramique Zanon),  expérience relatée dans le film “La Prise” de Naomi Klein, ainsi qu'au conflit de l'usine multinationale Kraft-Foods (actuellement Mondelez) en 2009,. Plus récemment, dans la lutte de l'usine Donnelley,  actuellement gérée par ses travailleurs ainsi que dans la lutte des travailleurs de Lear Corporation, que les patrons argentins considèrent comme la plus importante entreprise du pays en 2014.

### Avant le FIT
En 1999, le PTS se présente aux élections présidentielles avec la candidature de José Montes, délégué de base de l'Astillero Rio Santiago, et celle d'Oscar Hernández, ouvrier de Siderar, à la vice-présidence. La campagne met en avant le slogan "Travailleurs, votez travailleurs" et fait du non-paiement de la dette extérieure l'axe principal de la campagne.
Aux élections législatives de 2001, il présente des candidats dans 7 arrondissements, et obtient 105.849 votes. Après la crise de décembre 2001 en Argentine, il ne présente pas de candidats aux présidentielles de 2003, appelant au boycott actif des élections et à “la grève générale jusqu'à ce qu'ils s'en s'aillent tous et qu'une Constituante Révolutionnaire soit réunie”.
Pour les élections présidentielles d'octobre 2007, il se présente avec le Nouveau MAS et la Gauche Socialiste. Le front électoral obtient cent mille suffrages avec la candidature de José Montes (0,57%). En 2009, il se présente de nouveau avec le même front, double ses voix et emporte 5 postes dans des arrondissements importants comme Cordoba et la Province de Buenos Aires.

### Front de Gauche et des Travailleurs
En 2011, il forme avec le Parti Ouvrier et la Gauche Socialiste, le Front de Gauche et des Travailleurs, sous la bannière duquel il présente le tandem présidentiel Jorge Altamira (PO) - Christian Castillo (PTS). Cette candidature recueille 500 000 votes aux élections primaires et 660 000 aux élections législatives.
Actuellement, comme composante du FIT, il possède une représentation parlementaire à Cordoba et Neuquén, entre autres.
Aux élections législatives de 2013, le Front de Gauche et des Travailleurs remporte environ 1 300 000 suffrages à l'échelle nationale. Nicolás del Caño (PTS), dans le cadre du FIT, est élu député au parlement national à Mendoza avec 14% des voix. En juin 2015, Myriam Bregman est élue députée de la province de Buenos Aires.
Aux élections provinciales de 2015 pour le poste de gouverneur de Mendoza, Noelia Barbeito (PTS) est en troisième position avec 110.226 (10,32%). Nicolás del Caño, dans l'élection au poste d'intendant de la capitale provinciale, arrive deuxième avec presque 17% des suffrages.
Aux primaires internes du Front de Gauche en août 2015, le ticket Nicolás del Caño - Myriam Bregman comme président et vice-présidente, devance de 15.474 voix (370.764 voix, 51 %) la liste Jorge Altamira - Juan Carlos Giordano. La liste PTS mène dans 13 provinces.

## Organisation

### Publications
Le PTS anime l'Institut de la Pensée Socialiste Karl Marx et le Centre d'Études, de Recherche et de Publications Léon Trotsky.
A eux deux, ils rassemblent plus de 3.000 volumes sur le marxisme et l'histoire du mouvement ouvrier national et international dans un bâtiment du centre de Buenos Aires (Riobamba 144), où des cours, des séminaires, et de nombreux projets de recherche sont organisés.
Depuis 2009, le PTS anime aussi la Chaire Libre Karl Marx dans plusieurs universités argentines. La Chaire Libre est un espace de discussion idéologique dont le programme comprend une large variété de thèmes, depuis l'analyse de la théorie marxiste à l'interprétation marxiste de phénomènes historiques ou d'actualité.
Il édite le journal bimensuel La Verdad Obrera jusqu'en 2015 ; un quotidien en ligne, La Izquierda Diario ; une revue mensuelle, Ideas de Izquierda, avec des collaborateurs indépendants de gauche ; la revue théorique et politique marxiste Lutte de Classes,. Avec la Fraction Trotskyste - Quatrième Internationale, le PTS publie périodiquement la revue Stratégie Internationale, des livres sur la théorie marxiste et des rééditions d'auteurs classiques.
Il possède depuis 2007 un site web actualisé quotidiennement.
Chaque semaine, le PTS anime le programme de Radio Renversons la Table.
Depuis le 24 mars 2009, le PTS produit une chaîne de télévision pour Internet, TV PTS, avec laquelle il diffuse, organise des projections sur écran géant et produit des DVD. Son site Internet compte plus de 2000 vidéos. Le PTS produit également des documentaires, sous le label Contraimagen.
En 2012, le PTS participe au programme de télévision Tournant à Gauche, dans la ville de Cordoba, sur CanalC.
Depuis avril 2018, il anime le programme Le Cercle Rouge dimanche de 21 à 23 heures sur Radio Con Vos (FM 89.9).
Pendant le confinement du COVID-19, le PTS émet, via ses réseaux sociaux, du lundi au vendredi, les Nouvelles de Midi et un résumé à 20 heures.

### Jeunesse
Le groupe En Clave Roja, rassemblant les jeunes étudiants du PTS et des indépendants, agit dans 20 universités du pays. Il participe aux présidences des facultés de Sciences Sociales et de Philosophie et Lettres de l'Université de Buenos Aires, d'Humanités de la UNGS (Générale Sarmiento) et d' l'IUNA. Au niveau national, et conjointement avec des étudiantes et travailleuses, il impulse le groupement Pan y Rosas. Entre fin 2010 et début 2011, le groupe s'est restructuré pour que les Jeunesses du PTS réunissent aussi bien les étudiants du secondaire que les universitaires et les jeunes travailleurs adhérents au parti.

### International
Le PTS est la section la plus importante de la Fraction Trotskyste - Quatrième Internationale, qu'il a fondée avec la Ligue Ouvrière Révolutionnaire de Bolivie et la Ligue des Travailleurs pour le Socialisme - Contre le Courant (aujourd'hui le Mouvement des Travailleurs Socialistes) du Mexique. Cette Internationale comprend aussi le Mouvement révolutionnaire des travailleurs du Brésil, la Ligue des Travailleurs pour le Socialisme du Venezuela, le Parti Révolutionnaire des Travailleurs  du Chili, le Courant des Travailleurs pour le Socialisme de l'Uruguay, l'Organisation Internationaliste Révolutionnaire d'Allemagne, Révolution permanente en France  et le Courant Révolutionnaire des Travailleurs en Espagne.